# Гришки (Сумская область)
Гришки (укр. Гришки) — село, Капустинский сельский совет,
Липоводолинский район, Сумская область, Украина. Код КОАТУУ — 5923281902. Население по переписи 2001 года составляло 76 человек.
село указано на трехверстовке Полтавской области. Военно-топографическая карта.1869 года как хутор Карицы.

## Географическое положение
Село Гришки находится на расстоянии в 1 км от сёл Карпцы, Марьяновка, Капустинцы и Нестеренки.
По селу протекает пересыхающий ручей с запрудой.